# Maury County
Maury County ist ein County im Bundesstaat Tennessee der Vereinigten Staaten. Das U.S. Census Bureau hat bei der Volkszählung 2020 eine Einwohnerzahl von 100.974 ermittelt. Der Verwaltungssitz (County Seat) ist Columbia.

## Geographie
Das County liegt etwas südwestlich des geographischen Zentrums von Tennessee und hat eine Fläche von 1594 Quadratkilometern, wovon 7 Quadratkilometer Wasserfläche sind. Es grenzt im Uhrzeigersinn an folgende Countys: Williamson County, Marshall County, Giles County, Lawrence County, Lewis County und Hickman County.

### Citys und Towns
- Columbia
- Mount Pleasant
- Spring Hill

## Geschichte
Maury County wurde am 16. November 1807 aus Teilen des Williamson County gebildet. Benannt wurde es nach Abram Poindexter Maury, einem Absolventen der Militärakademie in West Point und Politiker von Tennessee.

### Historische Objekte
- In Columbia befindet sich das historische Rattle and Snap. Das Herrenhaus wurde 1971 vom NRHP mit der Nummer 71000825 aufgenommen.[4] Ihm gegenüber liegt die St. John’s Episcopal Church, bereits 1970 vom NRHP mit der Nummer 70000615 aufgenommen.

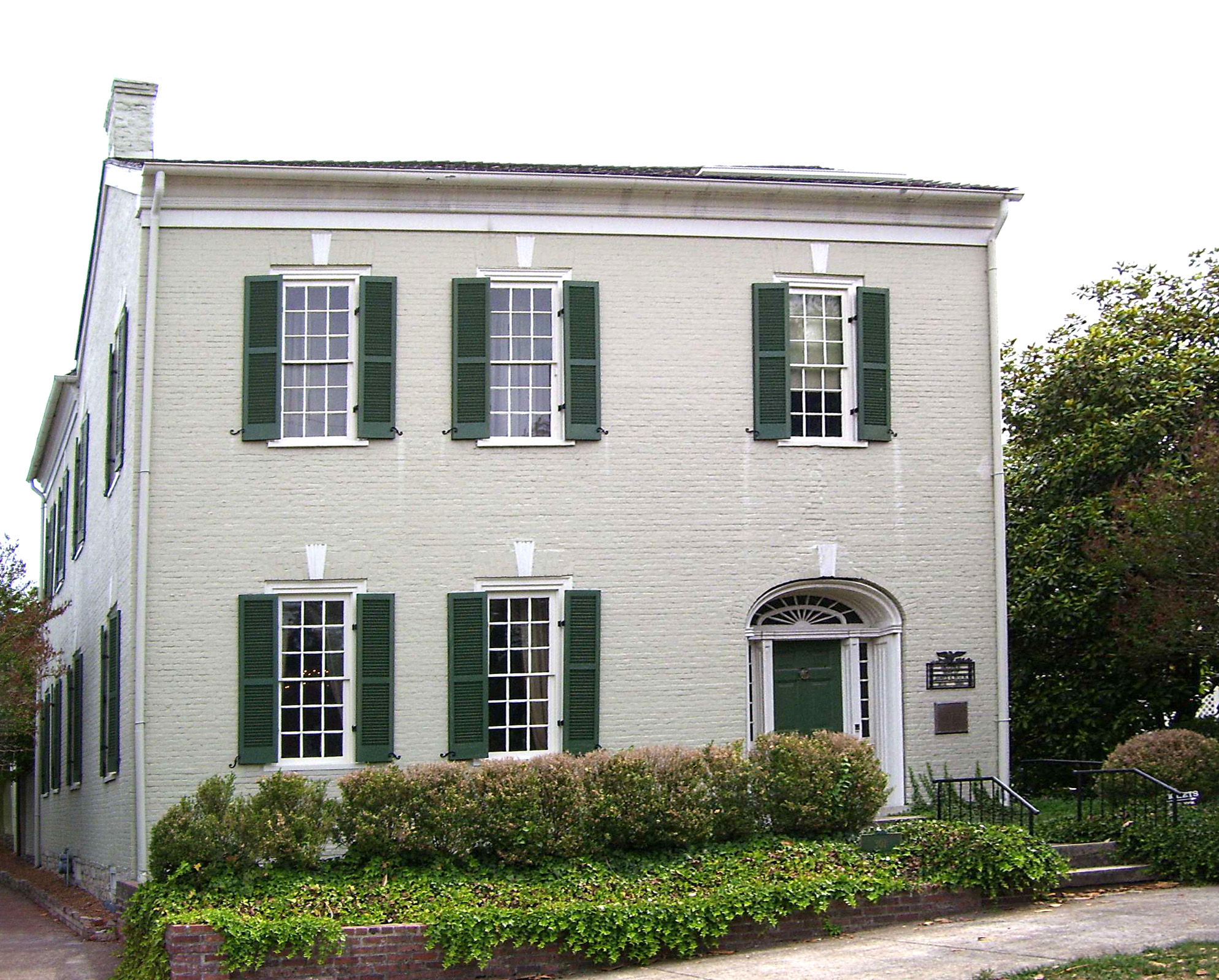
James K. Polk House (2007)

Zwei Orte im County haben den Status einer National Historic Landmark, neben dem Rattle and Snap ist dies das James K. Polk House, das ein Präsidentenhaus ist. 64 Bauwerke und Stätten des Countys sind im National Register of Historic Places (NRHP) eingetragen (Stand 23. August 2018).

## Demografische Daten

Alterspyramide Maury County

Nach der Volkszählung im Jahr 2000 lebten im Maury County 69.498 Menschen in 26.444 Haushalten und 19.277 Familien. Die Bevölkerungsdichte betrug 44 Einwohner pro Quadratkilometer. Ethnisch betrachtet setzte sich die Bevölkerung zusammen aus 82,39 Prozent Weißen, 14,25 Prozent Afroamerikanern, 0,31 Prozent amerikanischen Ureinwohnern, 0,33 Prozent Asiaten, 0,02 Prozent Bewohnern aus dem pazifischen Inselraum und 1,44 Prozent aus anderen ethnischen Gruppen; 1,25 Prozent stammten von zwei oder mehr Ethnien ab. 3,26 Prozent der Bevölkerung waren spanischer oder lateinamerikanischer Abstammung.
Von den 26.444 Haushalten hatten 34,8 Prozent Kinder und Jugendliche unter 18 Jahre, die bei ihnen lebten. 55,9 Prozent waren verheiratete, zusammenlebende Paare, 12,9 Prozent waren allein erziehende Mütter und 27,1 Prozent waren keine Familien. 23,2 Prozent waren Singlehaushalte und in 8,8 Prozent lebten Personen im Alter von 65 Jahren oder darüber. Die Durchschnittshaushaltsgröße betrug 2,58 und die durchschnittliche Haushaltsgröße betrug 3,03 Personen.
26,2 Prozent der Bevölkerung waren unter 18 Jahre alt, 8,7 Prozent zwischen 18 und 24, 29,8 Prozent zwischen 25 und 44, 23,2 Prozent zwischen 45 und 64 und 12,0 Prozent waren älter als 65. Das Durchschnittsalter betrug 36 Jahre. Auf 100 weibliche Personen kamen statistisch 94,6 männliche Personen und auf 100 Frauen im Alter von 18 Jahren und darüber kamen 90,3 Männer.
Das jährliche Durchschnittseinkommen eines Haushalts betrug 41.591 USD, das Durchschnittseinkommen der Familien betrug 48.010 USD. Männer hatten ein Durchschnittseinkommen von 37.675 USD, Frauen 23.334 USD. Das Prokopfeinkommen betrug 19.365 USD. 8,3 Prozent der Familien und 10,9 Prozent der Einwohner lebten unterhalb der Armutsgrenze.